# Kostelany nad Moravou
Kostelany nad Moravou település Csehországban, a Uherské Hradiště-i járásban. Kostelany nad Moravou Boršice, Nedakonice, Zlechov, Kunovice, Staré Město és Ostrožská Nová Ves településekkel határos. Lakosainak száma 896 fő (2024. január 1.).

## Népesség
A település lakosságának változását az alábbi diagram mutatja:
| Lakosok száma | 635  | 817  | 932  | 1035 | 968  | 887  | 927  | 919  | 843  | 896  |
|               | 1869 | 1900 | 1921 | 1961 | 1980 | 2011 | 2016 | 2019 | 2021 | 2024 |